# Kako (hippopotame)
Pour les articles homonymes, voir Kako.
Kako, né vers 1895 au Sénégal et mort le 14 octobre 1917 à Paris, surnommé par la presse Kako le misanthrope ou Kako le terrible, est un hippopotame amphibie de la ménagerie du Jardin des plantes. Il se fait connaître au début du XXe siècle pour avoir tué deux de ses gardiens, le premier en 1901 et le deuxième en 1903.

## Biographie

### Les premières années
Né au Sénégal, Kako est acheté 10 000 francs pour le Jardin d'acclimatation du bois de Boulogne par Alphonse Milne-Edwards, le directeur du Muséum national d'histoire naturelle. Arrivé à l'âge de huit mois à la ménagerie du Jardin des plantes, le 29 juillet 1896, il côtoie d'abord Bichette, la « grosse doyenne » du parc. La vénérable femelle, qui avait été offerte en 1855 par Halim Pacha, frère du vice-roi d'Égypte, Saïd Pacha, est une des célébrités de la ménagerie. Elle meurt le 3 février 1897, âgée de 43 ans. À cette époque, Kako « n'est guère plus gros qu'un gros porc », selon les mots du Petit Journal, tandis que La Croix le qualifie de « moutard ». Les deux quotidiens notent de la tristesse chez le jeune hippopotame après la mort de sa compagne,.
Pour parer à la solitude de Kako, le muséum fait l'acquisition auprès de Carl Hagenbeck d'une nouvelle femelle, Liza, née en novembre 1896 au zoo d'Anvers. Elle fait son entrée à la ménagerie le 11 mai 1897,.

### Les drames de 1901 et 1903
Le 16 septembre 1901, Kako inflige de graves blessures à M. Laudy, gardien titulaire de la ménagerie. Le malheureux est coincé contre une grille, lacéré et piétiné. Malgré l'aide courageuse apportée par un autre employé, Pierre-Auguste Defaux, Laudy meurt le 22 septembre à l'hôpital de la Pitié après une agonie de plusieurs jours. Cet événement vaut à l'hippopotame une célébrité morbide. Les foules se pressent pour le voir.
Interrogée sur la nécessité de mettre en place des mesures de protection, l'administration du muséum répond :

« Mais aucune mesure ne paraît s'imposer. C'est la première fois qu'un pareil accident arrive chez nous ; le malheureux Laudy a été pris dans une sorte de cul-de-sac, derrière la rotonde consacrée aux ébats de l'hippopotame. Il n'a pas pu s'échapper. Que voulez-vous ? Nos animaux ne sont pas des plus apprivoisables. Avec eux, il faut toujours être sur ses gardes. Toutes les mesures du monde ne peuvent absolument empêcher de tels accidents. »

— Administration du Muséum national d'histoire naturelle

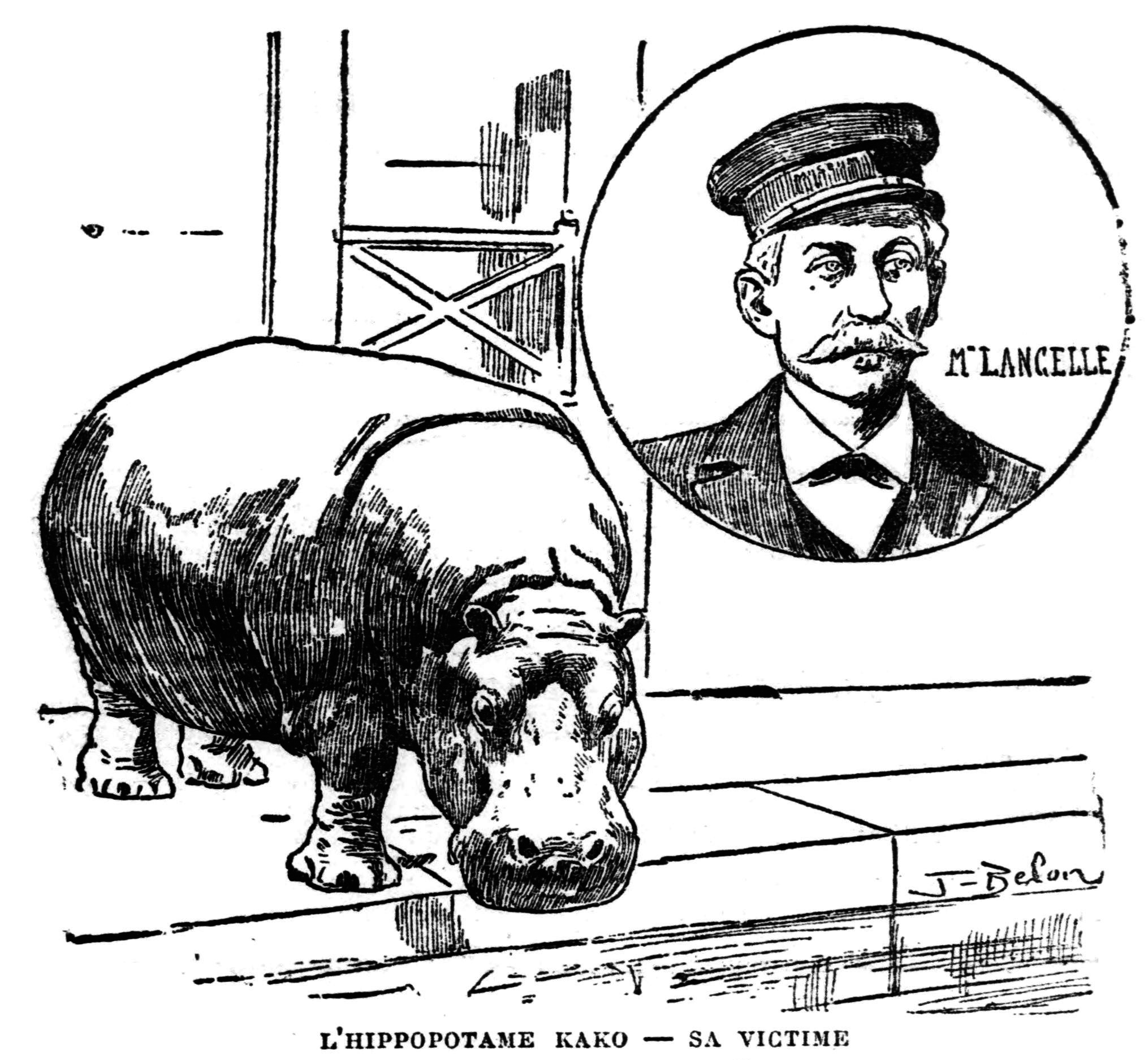
Kako et sa seconde victime (dessin de José Belon en une de La Patrie du 5 juillet 1903).

Le second accident a lieu le 1er juillet 1903. Ce jour-là, un public nombreux est venu assister au repas du cétartiodactyle. Le gardien chargé de la besogne est Jean-Baptiste Lancel, un employé expérimenté de la ménagerie qui s'occupe de Kako depuis son arrivée. Alors que Kako et la femelle Liza sont immergés dans le bassin, il entre, une botte de foin à la main. Liza sort de l'eau et la mange puis rentre docilement dans sa cage, suivie par Lancel. Le gardien, revenu sur ses pas, tend une autre botte de foin à Kako qui se dirige vers la porte de sa cage. En passant à la hauteur de Lancel, il a soudain un geste violent et le fait tomber, puis il ouvre en grand sa gueule et mord son gardien par le milieu du corps. Ses canines de près de 20 cm broient le bassin du vieil homme sous les cris de peur de la foule. D'autres gardiens accourent dans l'enclos et saisissent Kako par la patte arrière jusqu'à ce qu'il lâche prise, ce qui finit par se faire avec difficulté.
Lancel est placé sur une civière et transporté conscient, mais mourant, à l'hôpital de la Pitié. Son bassin est fracturé, ses cuisses sont broyées et sa vessie a été perforée. Malgré les efforts des médecins, il meurt une heure après son arrivée. Jean-Baptiste Lancel avait trente-et-un ans de service à la ménagerie et était chargé des animaux les plus dangereux. Marié et père de quatre filles, il était aussi à six mois de la retraite. Cet événement vaut à Kako le surnom « le misanthrope », trouvé le lendemain par Le Petit Journal.
Le 27 juillet 1903, de retour sur les lieux de la tragédie, un journaliste du Petit Journal rapporte une hypothèse sur l'accès de violence de Kako : « trop bon époux », il se serait attaqué au gardien car celui-ci le séparait de sa femelle. Après l'attaque, les gardiens ne sont plus autorisés à entrer dans l'enclos. Pour nettoyer sa cage, un système de trappes à coulisse, qui n'est pas sans rappeler ceux réservés aux fauves, est mis en place. Il permet de déplacer Kako dans une cage provisoire pendant que les gardiens officient.

### Descendance et fin de vie
Le 20 janvier 1906, Kako et Liza donnent naissance à un petit, nommé Kako II. Né dans le bassin et délaissé par Liza, d'après les témoins, il est pris en charge par les gardiens mais meurt dès le 22 janvier. Dans la nuit du 14 au 15 août 1907, Liza et Kako sont parents d'une femelle, baptisée Mariusa,. Elle est enlevée à sa mère et confiée aux gardiens qui la font allaiter par huit chèvres. « Folâtre », la petite devient en son nom propre une célébrité du parc. Les journaux — qui la prennent pour un mâle et l'appellent Marius — publient ses bulletins de santé de manière quotidienne et elle reçoit même la visite d'un ministre, Aristide Briand, ministre de l'Instruction publique. Malheureusement, Mariusa meurt le lendemain de cette visite, le 5 septembre 1907,,, victime d'une maladie du cœur (une endocardite) causée par les mauvais traitements de ses parents, et surtout ceux de sa mère peu après la naissance,. D'autres petits naissent dans les années qui suivent, mais aucun ne survit. En 1912, à l'occasion de la naissance du huitième descendant du couple, l'hebdomadaire Le Rire se fait l'écho de l'incompréhension des savants face à cette mortalité infantile. Kako et Liza ont perdu les sept premiers. Un manque d'hygiène, une alimentation insuffisante, l'insalubrité des logements, le comportement des parents voire la mauvaise qualité du lait sont évoqués.
Kako meurt à la ménagerie le 14 octobre 1917,. Liza lui survit plusieurs années, avant de le suivre le 14 mai 1924,.
Sur demande des employés échaudés par ces « incidents », ils ne seront pas remplacés, et des statues grandeur nature sont érigées à la place.

## Postérité
La ménagerie cite Kako parmi ses « stars d'hier et d'aujourd'hui », au côté de la girafe Zarafa, des éléphants Hans et Parkie et de la tortue Kiki.
En 2013, l'historienne Emmanuelle Polack et le dessinateur Barroux adaptent l'histoire de Kako en livre pour enfants, sous le titre Kako le terrible chez La Joie de lire.

### Documents
- Registre d’entrée des mammifères et oiseaux, 30 octobre 1895-4 mai 1914, vol. 19, Muséum national d'histoire naturelle, coll. « Archives de la Ménagerie », 490 p. (lire en ligne).
- « Sortie des animaux », mammifères et oiseaux, 1er janvier 1906-28 mars 1948, vol. 23, Muséum national d'histoire naturelle, coll. « Archives de la Ménagerie », 383 p. (lire en ligne).
- Catalogue des animaux morts à la ménagerie 1898-1924, Muséum national d'histoire naturelle, 406 p. (lire en ligne).